# Bad Boys Blue
Bad Boys Blue är en tysk eurodiscogrupp. Bland deras allra mest kända låtar finns "You're a Woman", "I Wanna Hear Your Heartbeat (Sunday Girl)" och "Pretty Young Girl".
Gruppen bildades i Köln 1984 av Andrew Thomas, Trevor Taylor och John McInerney. Taylor var ursprungligen huvudvokalist, men på tredje albumet tog McInerney över sången allt mer och Taylor lämnade gruppen 1989. Han ersattes av Trevor Bannister som i sin tur ersattes av först Mo Russell och senare Kevin McCoy.
2005 splittrades gruppen och McInerney fortsatte under namnet Bad Boys Blue medan Thomas turnerade under namnet The Real Bad Boys Blue fram till sin död 2009. McInerney flyttade till Polen och "gruppen" är numera ett soloprojekt där han uppträder med polska körsångerskor.

## Diskografi

### Album
- Hot Girls, Bad Boys (1985)
- Heart Beat (1986)
- Love Is No Crime (1987)
- My Blue World (1988)
- The Fifth (1989)
- Game Of Love (1990)
- House Of Silence (1991)
- Totally (1992)
- Kiss (1993)
- To Blue Horizons (1994)
- Completely Remixed (1994)
- Bang Bang Bang (1996)
- Back (1998)
- ...Continued (1999)
- Follow The Light (1999)
- Tonite (2000)
- Around The World (2003)
- Heart & Soul (2008)
- Rarities Remixed (2009)
- 25 (The 25th Anniversary Album) (2 CD + DVD) (2010)
- 30 (2 CD) (2015)
- Heart & Soul (Recharged) (2018)
- Tears Turning To Ice (2020)

### Samlingsskivor
- Bad Boys Best (1988)
- Super 20 (1989)
- More Bad Boys Best (1992)
- Bad Boys Blue (1993) (USA)
- Dancing With The Bad Boys (1993)
- You're A Woman (1994)
- With Love From... Bad Boys Blue - The Best Of The Ballads (1998)
- Pretty Young Girl (1999)
- Bad Boys Best 2001 (2001)
- In The Mix (2003)
- Gwiazdy XX Wieku — Największe Przeboje (2003) (Polen)
- Hit Collection vol. 1 - You're A Woman (2005)
- Hit Collection vol. 2 - The Best Of Bad Boys Blue (2005)
- Greatest Hits Remixed (2005)
- Hungry for Love (2005)
- Greatest Hits (2 CD) (2005)
- Dancing With The Bad Boys (Re-edition) (2005)
- Hit Collection (3CD BOX) (2006)
- Bad Boys Best (2007)
- The Single Hits (Greatest Hits) (2008)
- Unforgettable (2009)